# بیکر (ویرجینیای غربی)
بیکر (به انگلیسی: Baker) یک منطقهٔ مسکونی در ایالات متحده آمریکا است که در شهرستان هاردی، ویرجینیای غربی واقع شده‌است. بیکر ۱٬۲۶۲ نفر جمعیت دارد.